# Houlland

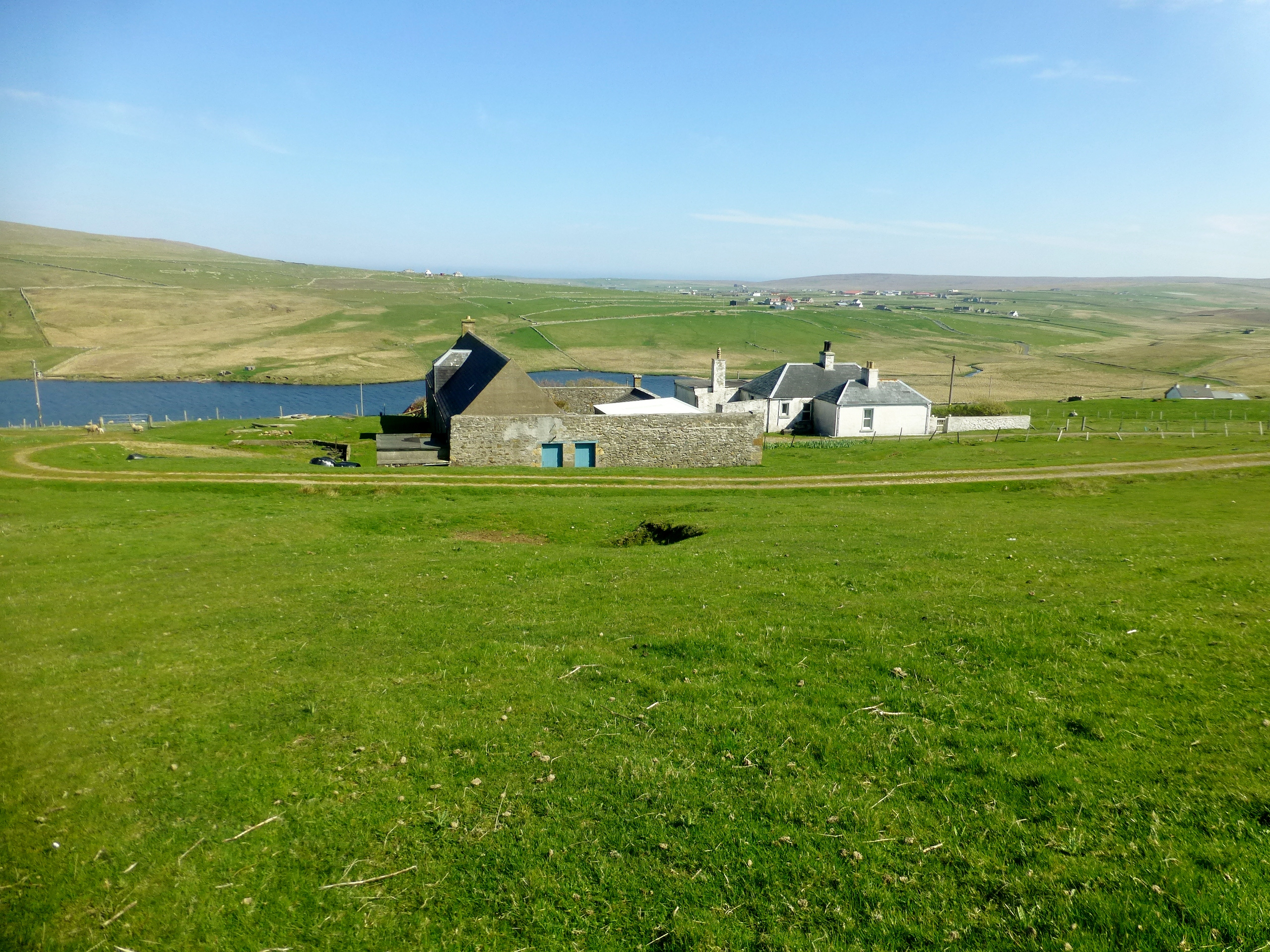
Das denkmalgeschützte Hofgut

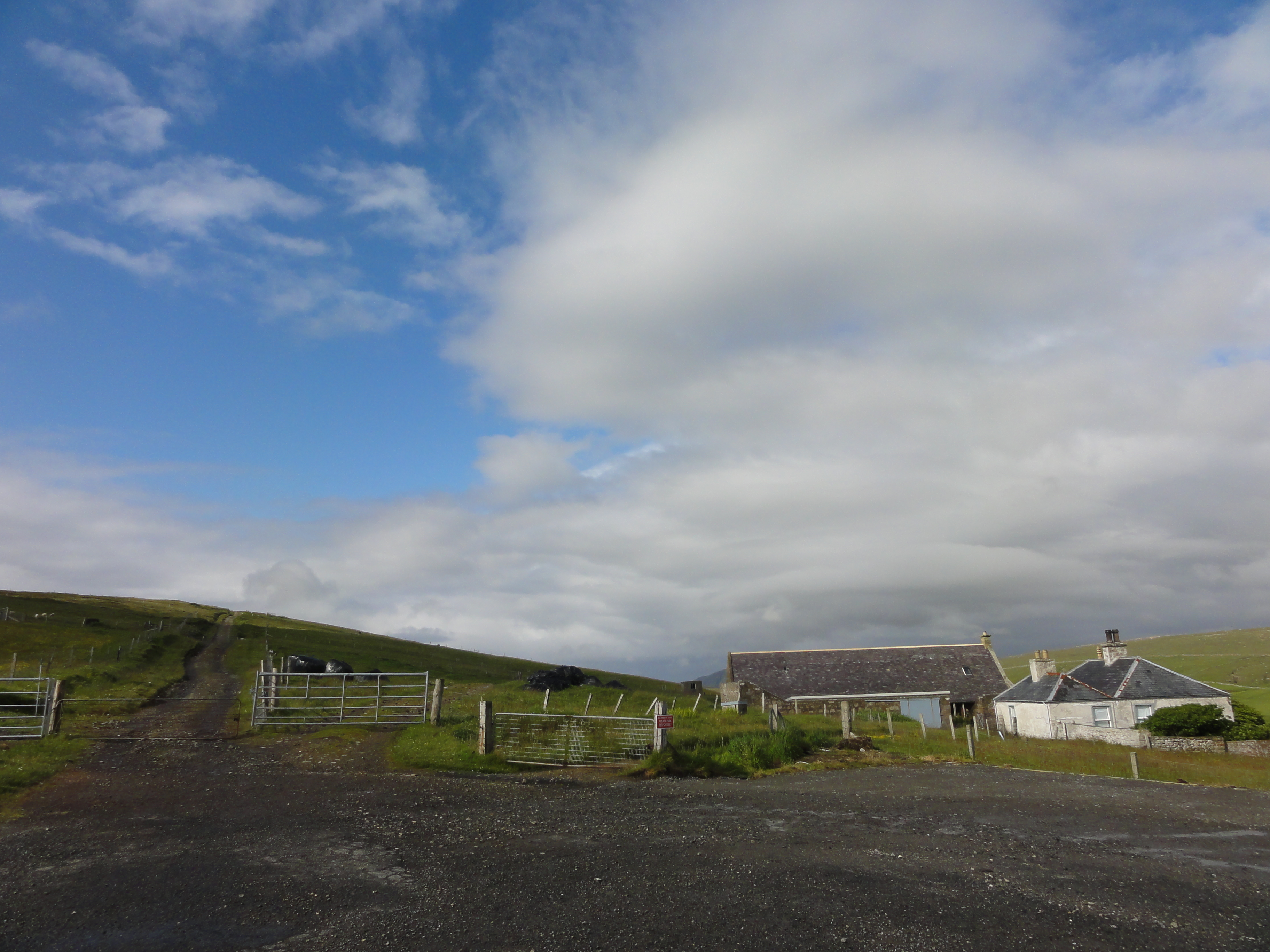
Haus in Houlland

Houlland ist ein Hofgut, das im Nordosten der zu Schottland zählenden Shetlands liegt.

## Geographie
Houlland liegt am südlichen Ende des Sees Loch of Cliff im Westen der Insel Unst. Nach Baltasound sind es zweieinhalb Kilometer in südöstlicher Richtung.

## Historisches
Im Rahmen der historischen Gliederung Schottlands in Civil Parishes zählt Houlland zu Unst. Das, im 19. Jahrhundert erbaute Hofgut ist 1998 als Listed Building der Kategorie C unter Denkmalschutz gestellt worden.